# Anagallis angustiloba
Anagallis angustiloba är en viveväxtart som först beskrevs av Adolf Engler, och fick sitt nu gällande namn av Adolf Engler. Anagallis angustiloba ingår i släktet Anagallis och familjen viveväxter. Inga underarter finns listade i Catalogue of Life.